# ブルース・C・ヘーゼン (海洋学者)
ブルース・チャールズ・ヘーゼン（Bruce Charles Heezen, 1924年4月11日 - 1977年6月21日）はアメリカ合衆国の海洋学者、地質学者。

## 経歴
1924年にアイオワ州ビントン（Vinton）で出生。1947年にアイオワ大学で学位を取得。1952年にコロンビア大学で学位を取得後、モーリス・ユーイングに師事。同年1929年11月18日に北大西洋北部で発生したマグニチュード7.3の地震に伴って発生した海底電線切断事件を混濁流との関連で解明し注目された。
マリー・サープと共に、大西洋の海底地図の作成に従事。1961年に海洋底拡大説を提唱。またアメリカ海軍の原子力深海探査艇NR-1に乗艦して度々海中調査を実施したが、1977年、大西洋中央海嶺観測のため乗艦中に心臓発作を起こして死去。

## 海洋測量艦「ブルース・C・ヘーゼン」
アメリカ海軍のパスファインダー級海洋観測艦「ブルース・C・ヘーゼン」（USNS Bruce C. Heezen）は、ヘーゼンの功績を称え1999年に命名された。

## 著書
- The Floor of the Oceans, I : The North Atlantic（海底地形図、1959年）
- The Face of the Deep（1971年）